# Ramapuram
Ramapuram là một thị trấn thống kê (census town) của quận Thiruvallur thuộc bang Tamil Nadu, Ấn Độ.

## Địa lý
Ramapuram có vị trí 13°31′B 80°05′Đ / 13,52°B 80,08°Đ Nó có độ cao trung bình là 9 mét (29 feet).

## Nhân khẩu
Theo điều tra dân số năm 2001 của Ấn Độ, Ramapuram có dân số 30.251 người. Phái nam chiếm 47% tổng số dân và phái nữ chiếm 53%. Ramapuram có tỷ lệ 71% biết đọc biết viết, cao hơn tỷ lệ trung bình toàn quốc là 59,5%: tỷ lệ cho phái nam là 82%, và tỷ lệ cho phái nữ là 61%. Tại Ramapuram, 11% dân số nhỏ hơn 6 tuổi.